# Syntomaula
Syntomaula é um gênero de traça pertencente à família Cosmopterigidae.